# Funningesjön
Funningesjön är en sjö i Borås kommun i Västergötland och ingår i Viskans huvudavrinningsområde. Sjön är 5,5 meter djup, har en yta på 0,02 kvadratkilometer och är belägen 146 meter över havet.